# مأمون محمود حسن
مأمون محمود حسن (مواليد 1983 في دمشق، سوريا) هو كاتب وشاعر فلسطيني الجنسية متخصص في أدب الأطفال والشعر، بالإضافة إلى كونه لاعب شطرنج مصنفا دوليًا. عُرِف بإنتاجه الأدبي المتنوع وفوزه بجائزة الشيخ راشد للإبداع في دورتها الأولى عام 2019.

## الحياة المبكرة والتعليم
ولد مأمون محمود حسن في دمشق عام 1983. حصل على إجازة في الآداب والعلوم الإنسانية، قسم اللغة العربية، من جامعة دمشق عام 2010، ثم حصل على شهادة في اللغة الإنكليزية عام 2012 في المعهد العالي للغات التابع لجامعة دمشق. وكان قد حصل على شهادة تدريب وتحكيم في رياضة الشطرنج من الاتحاد السوري للشطرنج عام 2001.

## المسيرة الأدبية
برز مأمون محمود حسن في مجال أدب الأطفال والشعر، حيث نشر أكثر من ثلاثين عملاً أدبيًا في مجلات عربية حكومية وخاصة منذ عام 2014. من أبرز أعماله:
- مجموعة شعرية للأطفال بعنوان "أغنيتي كالغصن الأخضر"،[5] التي فازت بجائزة الشيخ راشد للإبداع عام 2019.
- نشر أعماله في مجلات عربية مرموقة مثل مجلة العربي الصغير (الكويت)[6]، مجلة مرشد (عُمان)، مجلة الرياحين (العراق)، ومجلة أسامة (سوريا).

من بين أعماله المنشورة:
- "في كل صباح"، "لا غول في قريتنا بل غولان"، و"طفلة بنت النجوم" (مجلة العربي الصغير العدد293، العدد303، العدد 362)
- "ما بين البيت ومدرستي"، و"نشدو للأطفال" (مجلة مرشد العدد16، العدد17).
- "دعني أسأل" (مجلة الرياحين العدد 92)).
- "صديقي" (مجلة براعم الوطن العربي العدد الثاني).
- "وجبة الفطور" (مجلة وسام العدد 274).
- "الطاقة المتجددة" (مجلة بيئتي الكويتية: العدد السادس).
- أحلام من نور، ترانيم الأماني، نشيد أسامة، أنشد للطفل العصفور (مجلة أسامة السورية للأطفال: الأعداد 735، 739، 741، 750)
- لك الأشعار يا أمي، وطني مثل مذاق السكر، فن الحوار، نهر الرحمة،  أمي أكبر من منزلنا، قد لاحت الشمس (مجلة مهدي ج للناشئة: الأعداد 112، 120، 121، 121، 124، 126)
- الطفل المقدام، عيدنا (مجلة فارس الغد للناشئة: العدد 108، العدد115)
- رؤيا أم رؤية (موقع جوك الإلكتروني) [7]
- تمضي الحياة، وحيد، ظِلُّ سؤال (مجلة أبجد الثقافية: العدد السادس، العدد السابع، العدد الثامن).

## الجوائز والتكريمات
- فاز بجائزة الشيخ راشد للإبداع في دورتها الأولى عام 2019 عن مجموعته الشعرية "أغنيتي كالغصن الأخضر[5]".
- تم تكريمه في عدة مناسبات أدبية وثقافية في العالم العربي.[1][8][9][10][11][12]

## المسيرة في الشطرنج
إلى جانب إنجازاته الأدبية، يُعد مأمون محمود حسن لاعب شطرنج مصنفا دوليًا من قبل الاتحاد الدولي للشطرنج. من أبرز إنجازاته:
- المركز الأول في بطولة آسيا الرسمية لهواة الشطرنج في بيروت عام 2010.[13][14][15]
- المركز الأول المكرر في بطولة الجمهورية العربية السورية الرسمية للشطرنج السريع عام 2012.
- المركز الأول في بطولة دمشق الرسمية للرجال عام 2013.

## المؤلفات
- "أغنيتي كالغصن الأخضر" (مجموعة شعرية للأطفال، صادرة عن دار راشد للنشر، في الفجيرة، الإمارات العربية المتحدة.، عام 2019)[5][16]

## وصلات خارجية
- صفحة الكاتب على موقع التبراة
- صفحة الكاتب على موقع العربي الصغير
- ولي عهد الفجيرة يكرم الفائزين بجائزة ” راشد بن حمد الشرقي للإبداع “
- تصنيفه على موقع الاتحاد الدولي للشطرنج
- في بطولة اسيا للهواة فئة الرجال توج مامون حسن من الجمهورية العربية السورية بطلا للبطولة والميدالية الذهبية